# Поттзузе

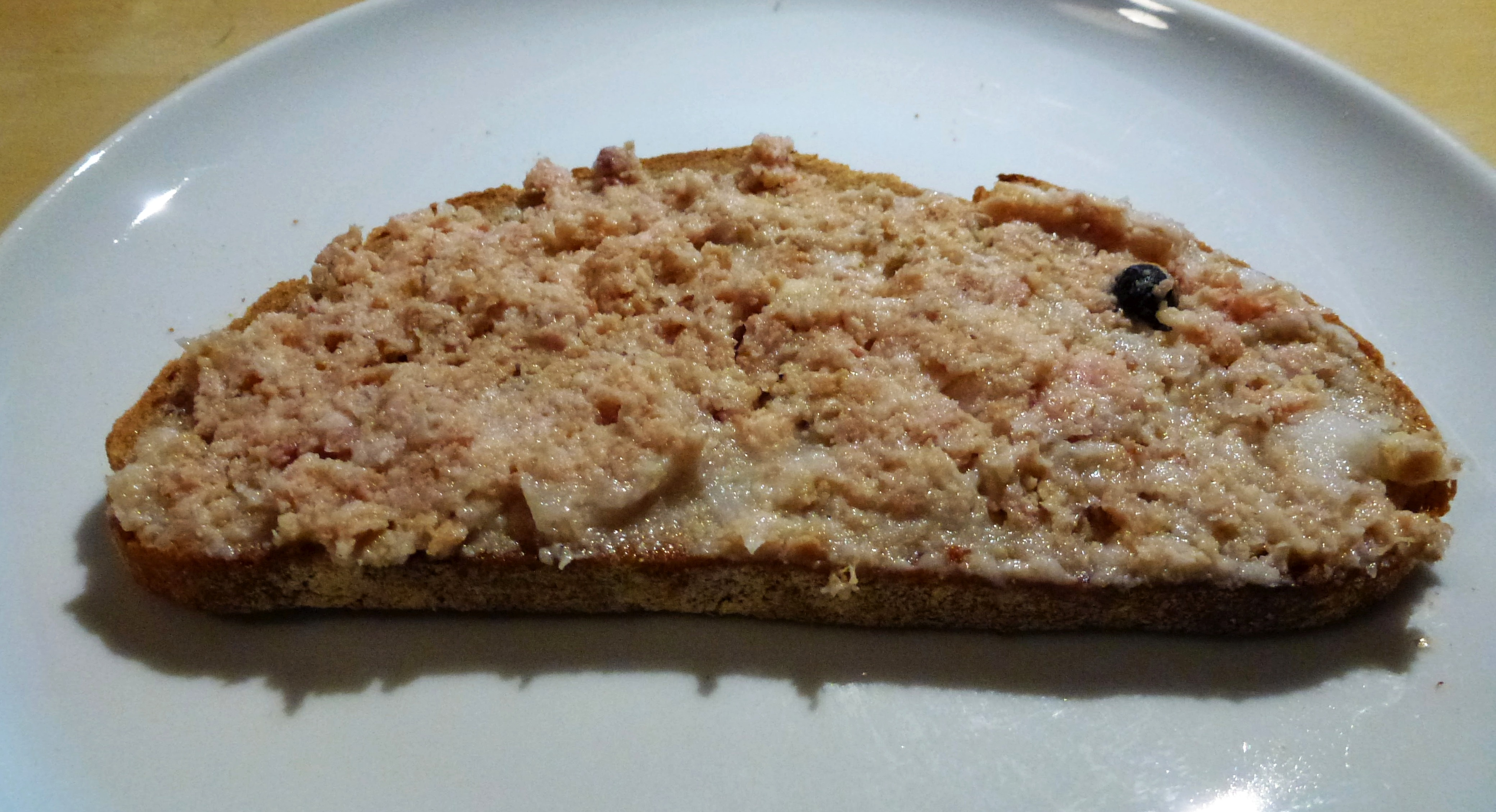
Поттзузе на хлебе

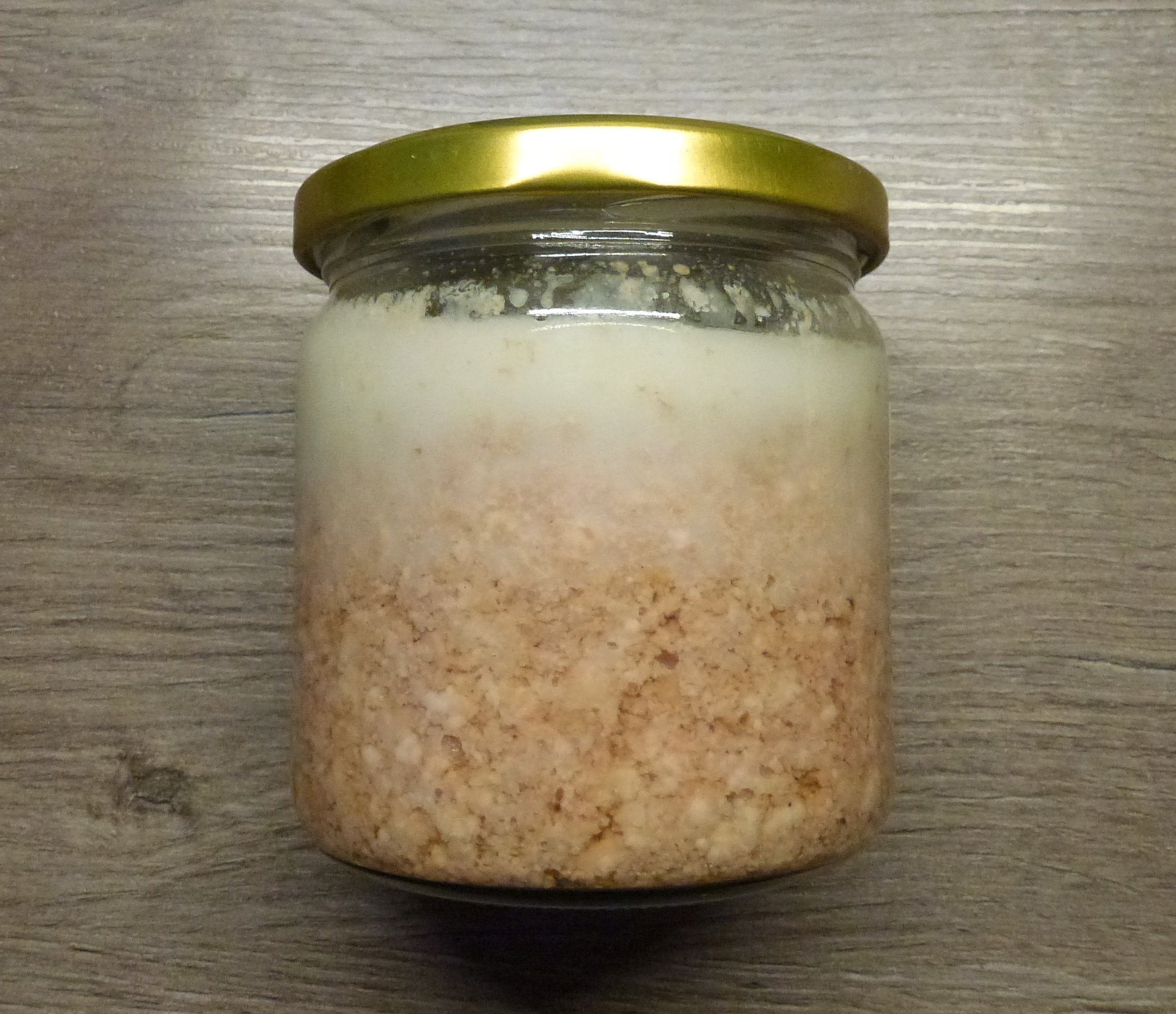
Поттзузе из Гарца в банке

Поттзузе (нем. Pottsuse) — бутербродная паста из свинины, сала и специй. Напоминает тушёнку, но более однородную. Одно из фирменных блюд Магдебургской Бёрде и региона Гарц в земле Саксония-Анхальт.
Название «поттзузе» происходит из нижненемецкого языка Бёрде.
Лучшие жареные куски мяса из шейных позвонков варят в сале на огне до тех пор, пока масса в котелке (произносится: «Pott!») не начнёт шипеть — «susen». Горячий поттсузе разливают в глубокие миски и оставляют остывать. – Richard Hecht: Die Kost auf den Magdeburgischen Dörfern, 1907/1934, S. 386
В 1939 году было рекомендовано приготовление поттзузе в виде пасты, потому что его было легко приготовить, он был богат жиром и хранился в течение четырёх недель в закрытых глиняных горшках. Сегодня продаётся консервированным или в банках.
Для приготовления нарезанную свинину, плечо или шею, обжаривают и готовят в течение нескольких часов с салом или жирным беконом, в небольшом количестве воды и со специями, такими как соль, перец, лук, лавровый лист, майоран, горошины душистого перца и тимьян, пока она не распадётся на волокна. Готовая масса разливается по банкам ещё горячей.
Подобные блюда: Schmalzfleisch, Verhackert (также Verhackerts, Verhackertes, Verhackara, в Каринтии на региональном уровне также Sasaka от словенского Zaseka), представляет собой бутербродную пасту, приготовленную из копчёного нарезанного бекона, который распространен, особенно в Австрии и Словении; французский рийет.